# Oecleus chrisjohni
Oecleus chrisjohni är en insektsart som beskrevs av Kramer 1977. Oecleus chrisjohni ingår i släktet Oecleus och familjen kilstritar. Inga underarter finns listade i Catalogue of Life.